# 許崇清
許崇清（1888年1月14日—1969年3月14日），字志澄、又字芷澄，男，廣東番禺（現廣州）人，祖籍廣東澄海縣，中华民國及中华人民共和国教育家、政治人物，曾三度出任中山大學校長。

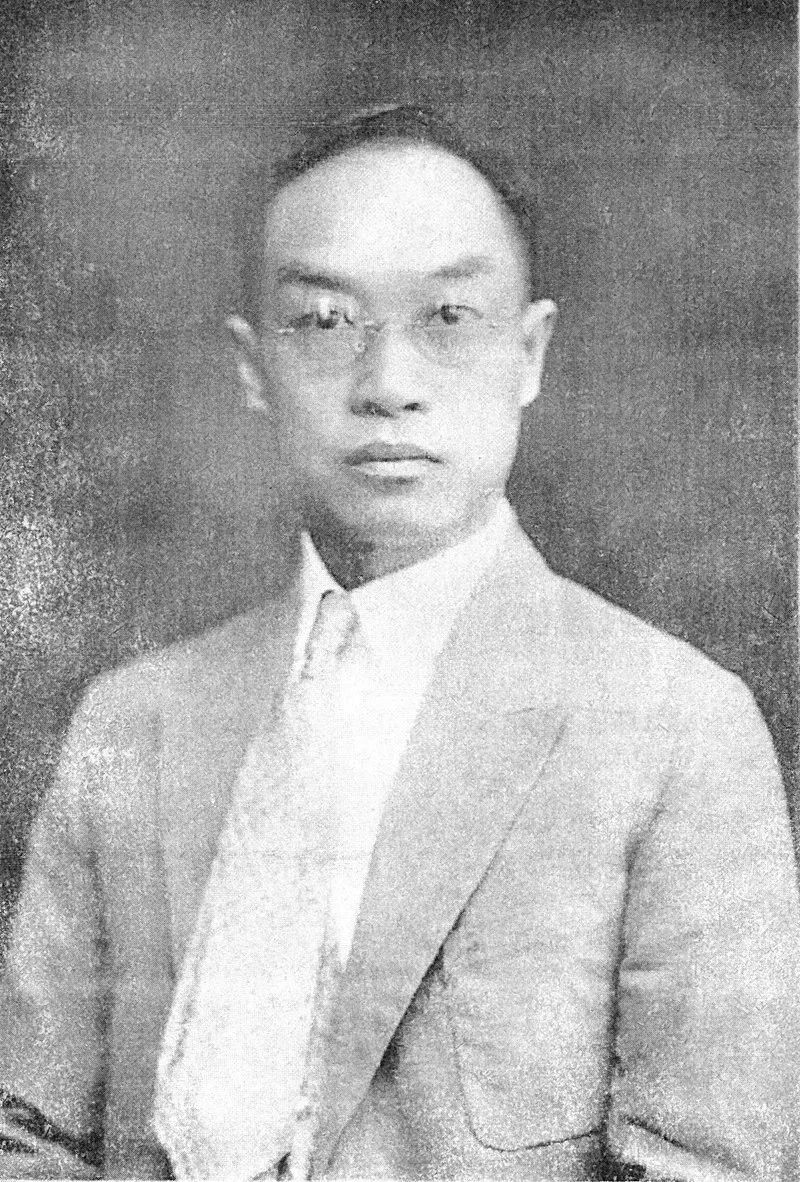
許崇清

## 生平

### 早年学生时期
许崇清出生于广州显赫一时的许氏家族，家族中有着大大小小各种官位，世代相传，以官为业。出生时，其父许炳暐为为时任山东候补知府，参与黄河治理，因看见黄河之水前说未有之清，遂名之为“崇清”。许崇清八岁时，其父病重并去世，家道中落。其母为偏室，遂更无力抚养。12岁时（光绪26年）被送往湖北武昌姑丈冯启钧家寄养，并于教会学校读书，直到1905年（光绪31年）以官费留学日本，入第七高等学校学习。其间，由宋教仁介绍加入中国同盟会。1911年（宣統3年），辛亥革命爆发，許崇清休学归国，参加辛亥革命。翌年，回到日本復学。中学毕业後，入東京帝国大学文学部，毕业後入研究院继续研究。许崇清最初专攻哲学，后转向社会学，进而对教育哲学产生兴趣。留日十五年，他对自然科学、哲学和教育学都做了广泛的研究，更掌握了日、英、德语，把爱因斯坦的狭义相对论介绍到中国。他亦自称接触马克思主义的时间比中国共产党的缔造者更早。

### 广東省政府委員

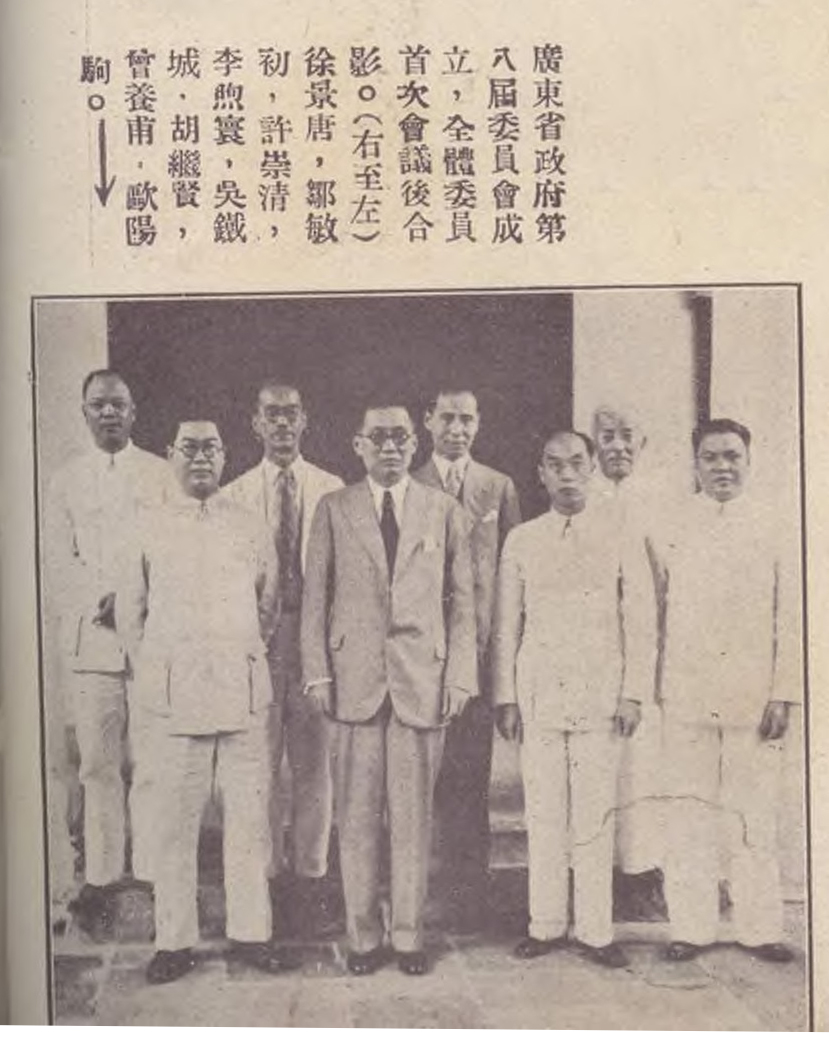
廣東省政府第八屆委員會成立全體委員首次會議後合影。右起徐景唐、鄒敏初、許崇清、李煦寰、吳鐵城、胡繼賢、曾養甫、歐陽駒

1920年夏，自大学院毕业归国，投身教育界。1921年2月，任广州市教育局局長。1922年，任陳独秀組織的广東省教育委員会委員。1923年（民国12年）10月，被孫文（孫中山）指定担任中国国民党臨時中央執行委員会委員。翌年1月，出席中国国民党第一次全国代表大会。
1925年（民国14年）7月，被任命为广東省政府教育厅厅長。翌年2月，兼任广州国民政府教育行政委員会委員。1927年（民国16年）4月至10月，任南京国民政府教育行政委員会委員。同年7月，离任广東省政府教育厅厅長。同年8月，任广东省政府委員。1928年（民国17年）12月，任广东省政府民政厅厅長。翌年7月，代理教育厅厅長。1930年（民国19年）1月，再度任民政厅厅長。1931年（民国20年）4月，辞去民政厅厅長，专任广东省政府委員，此後任至1945年（民国34年）8月。

### 国立中山大学校長
1931年（民国20年）6月，被任命为国立中山大学校長。1935年（民国24年）4月，任考選委員会副委員長。抗日战争爆发後，任广東省曲江的第七战区編纂委員会主任委員，刊行《新建設》及《教育新時代》。1940年（民国29年）4月，任国立中山大学代理校長。翌年4月，任国立中山大学法学院院長。1942年（民国31年）3月，创刊雑誌《学園》。
抗日战争结束後，回到广州，任国立中山大学、江蘇社会教育学院教授。1945年（民国34年）10月，任立法院立法委員。1949年（民国38年）初，赴香港。同年冬，回到广州，参加中華人民共和国的教育活動。

### 中華人民共和国的活動
中華人民共和国时期，最初担任广東省教育工会主席。1951年，許崇清被任命为中山大学校長，本来预定他人担任校長，但毛泽東希望許崇清任校長，故許崇清获得任命。1953年1月，許崇清兼任中南行政委員会委員。同年，任广東省人民委員会委員兼文教委員会副主任。1954年，当选第一届全国人民代表大会代表（此後连任第二、三届全国人民代表大会代表）。1952年8月15日，加入中國民主促進會（民进）。1955年8月，当选中國民主促進會第四届中央委員会常務委員会委員（后来第五届连任常务委员）。1961年12月，出任第二届广東省副省長。
許崇清是第一、二、三届全国人大代表，广东省第三、四届人大代表，第三、四届全国政协常委，第一、二、三届省政协副主席。民盟广东省委第四、五、六届主委。民进中央常委，民进第一届广州市理事会主任理事、第二至第六届民进广州市委会主委。
文化大革命爆发后，許崇清遭到批判。1969年3月14日，在批判的精神压力下引发心脏病，在广州市病逝。享年82岁（满81歳）。

## 轶闻
- 许崇清热衷于旅游、运动及探险。一次，他与同学相约到火山探下。他腰上拴着绳子，吩咐同学把他顺着火山口放下去。此时此刻，恰好碰上火山爆发，许崇清连忙让同学把他拉上去。[4]
- 许崇清就读东京帝国大学期间，专业为教育哲学。一次数学考试中，他撇弃标准解题方法，以自己独特的方法解出问题，老师破例给予他102分。[4]
- 1917年，许崇清以爱因斯坦的狭义相对论为论据，反驳蔡元培的“孔子是孔子，宗教是宗教，国家是国家”的观点，得到蔡的注意，并获邀到北京大学任教。[4]

## 家庭
- 兄：許崇灝
- 堂兄：許崇智
- 侄孙：许绍雄
- 廣州許氏家族